# Siegfried Mair
Josef Siegfried „Sigisfredo“ Mair (* 10. August 1939 in Toblach; † 15. Mai 1977) war ein italienischer Rennrodler.
Siegfried Mair gehörte in den 1960er Jahren der italienischen Rodelmannschaft an. Seinen größten Erfolg feierte bei den Olympischen Winterspielen 1964 in Innsbruck, als er zusammen mit Walter Außendorfer die Bronzemedaille im Doppelsitzer-Bewerb gewann. 1967 bei den Rodelweltmeisterschaften in Hammarstrand, errang Siegfried Mair zusammen mit Ernesto Mair ebenfalls die Bronzemedaille im Doppelsitzer-Bewerb.
Mair starb 1977 bei einem Autounfall. Sein Schwager, der Skirennläufer Bruno Nöckler, kam fünf Jahre später ebenfalls bei einem Autounfall ums Leben.